# توپاز (کالیفرنیا)
توپاز (به انگلیسی: Topaz) یک منطقهٔ مسکونی در ایالات متحده آمریکا است که در شهرستان مونو، کالیفرنیا واقع شده‌است. توپاز ۱۱٫۳۱۴ کیلومتر مربع مساحت و ۵۰ نفر جمعیت دارد و ۱٬۵۳۴ متر بالاتر از سطح دریا واقع شده‌است.